# The Fighting Brothers
The Fighting Brothers (Brasil: Luta Entre Irmãos ) é um curta-metragem norte-americano de 1919, do gênero faroeste, dirigido por John Ford. O filme é agora considerado perdido.

## Elenco
- Pete Morrison como Xerife Pete Larkin
- Hoot Gibson como Lonnie Larkin
- Yvette Mitchell como Conchita
- Jack Woods como Ben Crawly
- Duke R. Lee como Slim